# Spelaeoniscus ragonesei
Spelaeoniscus ragonesei är en kräftdjursart som beskrevs av S. Caruso och Atilio Lombardo1978. Spelaeoniscus ragonesei ingår i släktet Spelaeoniscus och familjen Spelaeoniscidae. Inga underarter finns listade i Catalogue of Life.